# Waddington (Nouvelle-Zélande)
Pour les articles homonymes, voir Waddington.
Waddington est une localité située dans le district de Selwyn, dans la région de Canterbury, dans l’île du Sud de la Nouvelle-Zélande.

## Situation
C’est une petite ville située près des gorges de Waimakariri (en).
Waddington est étroitement associé avec le village voisin de Sheffield, qui est à 1 km plus  au nord-ouest, le long de la route State Highway 73 (en).

## Toponymie
Waddington fut dénommé par et pour William Waddington, qui acheta une partie de la “vallée de Homebush” , qui appartenait auparavant à John Deans (en) et qui devint un centre ville en 1873 , .

## Gouvernance locale
Les deux villages partagent un comité de communes .

## Population
Ils ont ensemble une population de 444 habitants selon le recensement de la population en Nouvelle-Zélande de 2001.

## Accès
Les deux villages sont situés entre les villes de Darfield et celle de Springfield, sur le trajet de la route State Highway 73 (en) et celui de la ligne de chemin de fer de la ligne médiane. 
Le site de la ville fut colonisé au XIXe siècle par des fermiers attirés dans la région par la possibilité d’élevage des moutons.
Waddington est située à l’intersection de 3 routes majeures (deux d’entre elles sont des routes touristiques connues desservant l’intérieur de la région de Canterbury, comprenant la route touristisque de l’intérieur (en) et la «Great Alpine Highway / State Highway 73».

## Cimetière
Le cimetière de Waddington était initialement appelé l’ « East Malvern Cemetery », mais en 1880, le nom fut changé en «Waddington Cemetery Trust».
La première tombe est datée de 1882.